# 9187 Walterkröll
9187 Walterkröll è un asteroide della fascia principale. Scoperto nel 1991, presenta un'orbita caratterizzata da un semiasse maggiore pari a 2,3940820 UA e da un'eccentricità di 0,2043843, inclinata di 4,35667° rispetto all'eclittica.
È dedicato al fisico tedesco Walter Kröll.